# Varadka
Varadka (in ungherese Váradka, in tedesco Kleinwarten, in ruteno Varadka) è un comune della Slovacchia facente parte del distretto di Bardejov, nella regione di Prešov.

## Storia
Il villaggio è citato per la prima volta nel 1492 (con il nome di Warathka) come castello di confine con il Regno di Polonia.